# حزب لیبرترین میشیگان
حزب لیبرترین میشیگان (به انگلیسی: Libertarian Party of Michigan) یک حزب سیاسی ایالتی در میشیگان است که طرفدار ایدئولوژی لیبرترین و وابسته ایالتی حزب لیبرترین ایالات متحده است. این حزب به دلیل آرا کل نامزد انتخابات ریاست جمهوری گری جانسون، در سال ۲۰۱۶ وضعیت دسترسی اولیه به آرا را بدست آورد. این حزب از آنجایی که بیل گلینو، نامزد انتخابی خود در انتخابات عمومی، نتوانست به آن آستانه برسد، وضعیت خود را از دست داد.
چندین لیبرترین مقامات دولتی را در میشیگان بر عهده داشته‌اند که بیشتر آنها در سطح محلی هستند. این حزب عضو ائتلاف احزاب سوم میشیگان است که از تغییرات در قوانین انتخابات میشیگان حمایت می‌کند.

## تاریخچه
حزب لیبرترین میشیگان در سال ۱۹۷۲ تأسیس شد. در اواسط دهه ۱۹۹۰، این حزب ۱۵۰۰ عضو برای پرداخت اعضای خود داشت. این حزب در سال ۲۰۰۴ به ۸۰۰ عضو کاهش یافت. این حزب در سال ۲۰۰۰ در هر رقابت کنگره کاندیدایی داشت اما در سال ۲۰۰۲ تکرار نشد. برای سال ۲۰۰۴، این حزب در ۱۵ مسابقه کنگره و ۲۱ مسابقه مجلس ایالتی نامزد داشت. در سال ۲۰۰۷، این حزب با احزاب ثالث موجود پیوست و گروه لابی ائتلاف احزاب سوم میشیگان را تشکیل داد.
در سال ۲۰۱۶، گری جانسن، نامزد انتخابات ریاست جمهوری لیبرتاریان با کسب ۱۷۲ هزار و ۱۳۶ رای در میشیگان، حزب ایالت را برای انتخابات مقدماتی در سال ۲۰۱۸ واجد شرایط کرد. تنها انتخابات مورد رقابت در آرا اولیه آن برای فرمانداری با بیل گلینو تاجر گرند رپیدز و جان تاتار معلم بازنشسته است.
در آوریل ۲۰۳۰، نماینده ایالات متحده جاستین اماش از ناحیه ۳ میشیگان به لیبرتاریان پیوست، پس از ترک حزب جمهوریخواه در سال ۲۰۱۹ و گذراندن ماه‌های زیادی به عنوان یک مستقل، اولین و تا کنون تنها عضو کنگره یا مقام فدرال نماینده حزب از هر ایالت شد. وی با وابستگی جدید خود از انتخاب مجدد خودداری کرد و در سال ۲۰۲۱ از کنگره کناره‌گیری کرد.

## لیبرترین‌ها در دفاتر عمومی

### لیبرترین منتخب در حال حاضر در دفتر عمومی
- Andrew LeCureaux - نماینده شورای هازل پارک[۷]
- اروین هاس - کمیساریای بخش دوم شهر کنت وود[۸]
- الیزابت کوردر - کمیسر پارک شهر یپسیلانتی (انتخاب شده در سال ۲۰۱۶ با رای‌گیری حزبی)[۹]
- بروس گاسلینگ - خزانه دار هیئت امنای کالج جامعه Glen Oaks (در انتخابات غیر حزبی در سال ۲۰۰۳ انتخاب شد و از ژانویه ۲۰۱۷ در سمت خود باقی ماند)[۱۰]

### لیبرترین‌ها منتخب وابسته به حزبی دیگری
- جاستین آماش - نماینده ناحیه ۳ کنگره میشیگان

### لیبرترین‌های سابق
- کشیش جیمز دبلیو کلیفتون نماینده شورای شهر از شهر آدیسون؛ اولین لیبرتاریان میشیگان بود که برنده دفتر عمومی شد[۱۱]
- بیل بردلی - نماینده شورای South Haven[۱۲]
- دیوید آیزنباخر - نماینده شورای تروی[۱۳] در دفتر.[۱۴][۱۵][۱۶]
- لارنس د. جانسون - کمیسر پارک شهر یپسیلانتی (انتخاب شده در سال ۲۰۰۸ با رای‌گیری حزبی)[۱۷]
- ارین استال - شهردار طرفدار تم[۱۸][۱۹] از سنت کلیر سواحل،
- فرد کالینز - عضو شورای شهر برکلی، میشیگان[۲۰][۲۱][۲۲][۲۳] از سال ۱۹۹۷ تا زمانی که در سال ۲۰۰۵ از سمت خود برای انتخاب به عنوان شهردار منصرف شد و در انتخابات شکست خورد.[۲۴]
- مارک بیرن - شورای پورت هرون،[۲۵] که اکنون با حزب آزادیخواه منطقه یونیفور در کارولینای شمالی فعالیت می‌کند.
- تام باگول - کمیسر پارک شهر یپسیلانتی (انتخاب شده در سال ۲۰۰۸ با رای‌گیری حزبی)

### لیبرترین‌های منصوب شده به سمت‌های دولتی
- لوید شرمن (درگذشته ۲۵ دسامبر ۲۰۰۶) - اداره Hazel Park Brownfield، هیئت مشورتی شهروندان از امکانات Hazel Park و زیرساخت‌ها، هیئت بررسی حصار پارک Hazel، هیئت تجدیدنظر در منطقه بندی Hazel Park، اداره ساختمان عمومی Hazel Park.[۲]
- ویل تایلر وایت - نایب رئیس شرکت توسعه اقتصادی شهر مریدین چارتر <[۲۶]
- مایک سالیبا - کمیسیون تاریخی شهرستان کلینتون[۲۷]